# Muhannad Assiri
Pour les articles homonymes, voir Assiri.
Muhannad Assiri, né le 14 octobre 1986 en Arabie saoudite, était un footballeur international saoudien aujourd’hui à la retraite.

## Biographie

### En club
Il participe à de nombreuses reprises à la Ligue des champions d'Asie avec les équipes d'Al-Shabab FC et d'Al-Ahli Saudi FC. 

### En équipe nationale
Il joue son premier match en équipe d'Arabie saoudite le 9 octobre 2010, en amical contre l'Ouzbékistan. A cette occasion, il inscrit un doublé, pour une victoire sur le score de 4-0.
Il participe ensuite à la Coupe du Golfe des nations 2010. Lors de cette compétition, il inscrit un but contre le Yémen. L'Arabie saoudite atteint la finale du tournoi, en étant battue par le Koweït.
Le 6 septembre 2016, il joue un match contre l'Irak rentrant dans le cadre des éliminatoires du mondial 2018 (victoire 1-2).

## Palmarès
Avec l'Arabie saoudite
- Finaliste de la Coupe du Golfe des nations en 2010

Avec l'Al-Ahli Djeddah
- Champion d'Arabie saoudite en 2016
- Vice-champion d'Arabie saoudite en 2017
- Vainqueur de la Coupe d'Arabie saoudite en 2015
- Finaliste de la Coupe d'Arabie saoudite en 2016
- Vainqueur de la Coupe du Roi des champions d'Arabie saoudite en 2016
- Finaliste de la Coupe du Roi des champions d'Arabie saoudite en 2017

Avec l'Al-Shabab Riyad
- Vainqueur de la Coupe du Roi des champions d'Arabie saoudite en 2014
- Finaliste de la Coupe du Roi des champions d'Arabie saoudite en 2013